# Национальный музей истории и искусства
Национальный музей истории и искусства (люкс. Nationalmusée fir Geschicht a Konscht, фр. Musée national d'histoire et d'art, нем. Nationalmuseum für Geschichte und Kunst) — исторический, археологический и художественный музей в столице Люксембурга городе Люксембурге; предназначен для показа произведений искусства и артефактов всех эпох люксембургской истории; значительный культурный центр страны.
Заведение расположено на улице Фишмаркет (Fishmarket) в историческом центре города, в так называемом «Верхнем городе» (Ville Haute), и находится в специально возведенном современном модернистском здании, спроектированным архитектурным бюро Christian Bauer et Associés.

## История
Как и многие другие культурные учреждения, музей теперь вполне естественно финансируются государством, хотя основан Национальный музей истории и искусства Люксембурга был исключительно энтузиастами.
Собственно идея создания общественного музея в Люксембурге восходит к концу XVIII века. Тогда французские власти намеревалась создать «Музей департамента Форет» (фр. Musée du Département des Forêts). Идея этого музейного учреждения, которое так никогда и не возникло, заключалась в сохранении властью памятников искусства, в частности, и через конфискацию церковного имущества. Один из предметов, приобретенных для формирования музейной коллекций на открытой продаже в 1796 году — астрономические часы — до сих пор находятся в экспозиции музея.
В 1845 году люксембургские историки и археологи, заинтересованные в сохранении исторического и художественного наследия своей страны, объединились под эгидой единой организации «Общество по изучению и сохранению памятников в Великом Герцогстве Люксембург» (фр. Société pour la recherche et la conservation des monuments historiques dans le Grand-Duché de Luxembourg), которое в дальнейшем называлось более кратко «Археологическим обществом» (Société archéologique). Это общество взяло на себя заботу по формированию музейных коллекций.

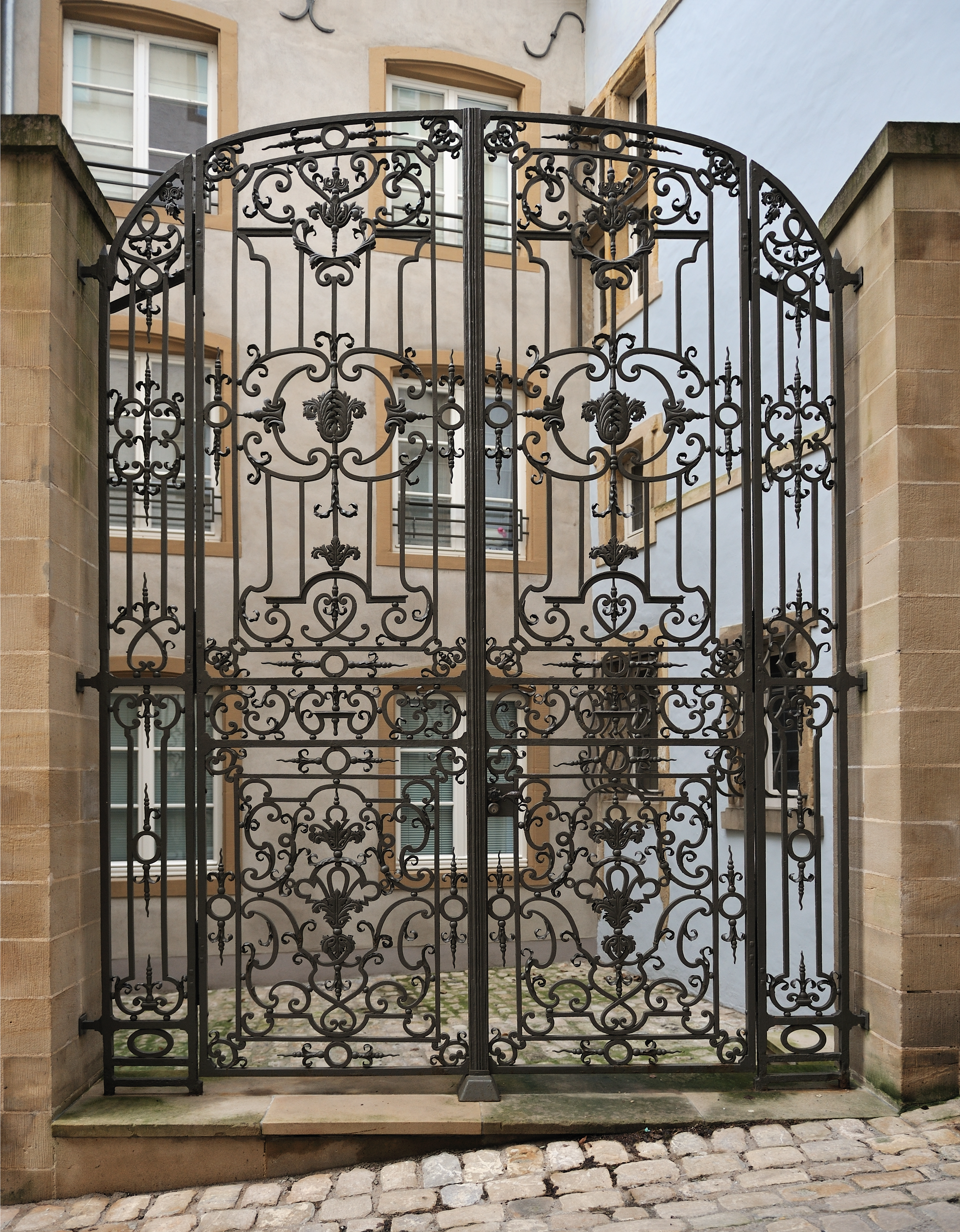
Музейные ворота из кованного железа на Wiltheim-Strooss.

В 1869 году королевским указом был основан Институт Великого Герцогства (l’Institut Grand-Ducal), историческое отделение которого было ответственно за сохранение археологических и исторических коллекций, этот год можно считать датой основания музея.
Различные следующие этапы деятельности структуры были направлены на предоставление музею постоянной основы — создание Комиссии по строительству здания для содержания коллекции (1874), Конкурс на строительство здания Национального музея (1919) наконец увенчались успехом — музейный проект стал реальностью в 1922 году с приобретением особняке Collart-de-Scherff, расположенного на Marché-aux-Poissons.
К 1927 году историческое отделение Института Великого Герцогства передало на баланс музея свои коллекции, которые включали, помимо прочего, подарки от Общества друзей музеев (Société des Amis des Musées). До этого они хранились в государственном депозитарии. Хотя строительство музейного здания было длительным и сложным, Государственный Музей наконец был открыт накануне Второй мировой войны — первые залы галереи были посвящены археологии и естественным наукам.
В последующие годы музейная коллекция была расширена, она пополнялась за счет приобретений, пожертвований, завещанных учреждению ценностей и подарков. В 1958 году была создана специальная комиссия музея по приобретению для создания коллекции произведений современного искусства.
Кроме того, с 1960-х годов, Национальный музей Люксембурга испытал значительное расширение с приобретением соседних с основным зданием особняков.
Это постепенное расширение Национального музея истории и искусства Люксембурга достигло своей высшей точки в 2002 году с завершением строительства нового сверхсовременного музейного здания.